# Seweryn Kapliński

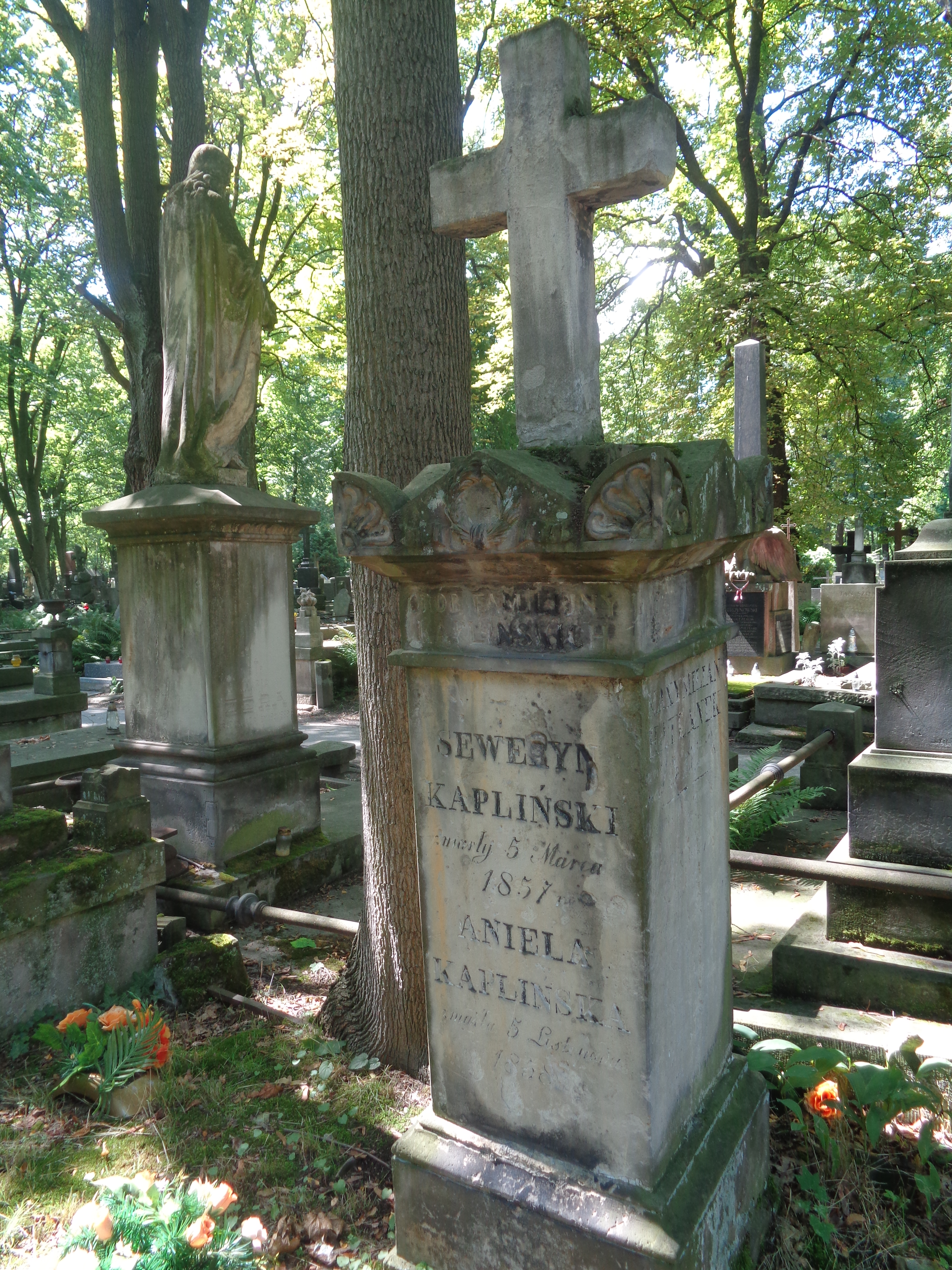
Grób Seweryna Kaplińskiego na Cmentarzu Powązkowskim

Seweryn Kapliński (ur. 1826 w Wodzicznej, zm. 5 marca 1857 w Warszawie) – polski prawnik, poeta, tłumacz.

## Życiorys
Urodził się w 1826 w rodzinie frankistów Franciszka i Izabeli z d. Zagórskiej i miał trzy siostry: Eleonorę, Anielę i Izabellę.
Po ukończeniu szkół wstąpił na Uniwersytet Petersburski gdzie ukończył prawo. Zamieszkał w Warszawie i pracował w Administracji Królestwa Polskiego. Pracował jako podpisarz Sądu Apelacyjnego i sekretarz IX Departamentu Rządzącego Senatu.
Brał czynny udział w życiu literackim Warszawy. Uczestniczył w spotkaniach, które odbywały się w salonach polskiej poetki, publicystki i tłumaczki Seweryny Duchińskiej oraz u pisarzy i redaktorów Pauliny i Augusta Wilkońskich.
Debiutował jako tłumacz poezji rosyjskiej w „Bibliotece Warszawskiej”, zamieszczał tłumaczenia poezji H.Heinego. Własne utwory poetyckie i prozaiczne publikował w „Pielgrzymie”, „Dzienniku Warszawskim”, w „Dzwonie Literackim”. Do najbardziej znanych wierszy należy utwór z 1849 „Na śmierć Chopina”. Na potrzeby teatrów warszawskich zajmował się przekładem dramatów francuskich i niemieckich autorów.
Zmarł w Warszawie 5 marca 1857 w wieku trzydziestu jeden lat i pochowany został na cmentarzu powązkowskim.